# Санта Марија Валонго (Казерта)
Санта Марија Валонго је насеље у Италији у округу Казерта, региону Кампанија.
Према процени из 2011. у насељу је живело 347 становника. Насеље се налази на надморској висини од 303 м.